# آنریویل، کبک
آنریویل (به فرانسوی: Henryville) شهری در منطقه شهری لو او-ریشولیو ناحیه مونترژی در استان کبک کانادا است. در سرشماری سال ۲۰۱۱ این شهر ۱٬۵۲۰ نفر جمعیت داشته‌است و مساحت آن ۶۴٫۸۷ کیلومتر مربع است.